# ESCA Arnhem
Pour les articles homonymes, voir ESCA.
Maillots
Le ESC Arnhem est un club de handball situé à Arnhem aux Pays-Bas.
Le club possède une équipe masculine qui a remporté une fois le championnat des Pays-Bas, lors de la saison 1966-67.